# A PFG 2008-2009
Sezonul 2008-09 al A PFG a fost sezonul cu numărul 85 al campionatului Bulgariei.A început pe 9 august 2008 și s-a terminat pe 13 iunie 2009.
CSKA Sofia a fost campiona sezonului trecut.

## Promovări și retrogradări
Echipe promovate după sezonul B PFG 2007-08
- Grupa de vest:Lokomotiv Mezdra
- Grupa de est:OFC Sliven
- Play-offs: Minior Pernik

Echipe retrogradate după sezonul A PFG 2007-08
- Vidima-Rakovski Sevlievo
- Marek Dupnitsa
- Beroe Stara Zagora

## Echipele sezonului
| Club              | Locația     | Antrenor            | Stadion                            | Capacitatea |
| ----------------- | ----------- | ------------------- | ---------------------------------- | ----------- |
| Belasitsa         | Petrich     | Miroslav Mitev      | Stadionul Tsar Samuil              | 15.000      |
| Botev             | Plovdiv     | Kostadin Angelov    | Stadionul Hristo Botev Plovdiv     | 22.000      |
| Cerno More        | Varna       | Nikola Spasov       | Stadionul Ticha                    | 12.500      |
| Cernomoreț        | Burgas      | Dimitar Dimitrov    | Stadionul Naftex                   | 18.037      |
| CSKA              | Sofia       | Luboslav Penev      | Stadionul Armatei Bulgare          | 22.015      |
| Levski            | Sofia       | Emil Velev          | Stadionul Georgi Asparuhov         | 29.800      |
| Litex             | Loveci      | Stanimir Stoilov    | Stadionul Loveci                   | 7.000       |
| Lokomotiv Mezdra  | Mezdra      | Georgi Bachev       | Stadionul Lokomotiv Mezdra         | 5.000       |
| Lokomotiv Plovdiv | Plovdiv     | Ayan Sadakov        | Stadionul Lokomotiv Plovdiv        | 18.800      |
| Lokomotiv Sofia   | Sofia       | Dragomir Okuka      | Stadionul Lokomotiv Sofia          | 22.000      |
| Minior            | Pernik      | Dimitar Aleksiev    | Stadionul Minior                   | 16.500      |
| OFC Sliven        | Sliven      | Georgi Dermendjiev  | Stadionul Hadzhi Dimitar           | 15.000      |
| Pirin             | Blagoevgrad | Petar Tsvetkov      | Stadionul Hristo Botev Blagoevgrad | 16.000      |
| Slavia            | Sofia       | Stevica Kuzmanovski | Stadionul Ovcha Kupel              | 32.000      |
| Spartak           | Varna       | Dragoljub Simonović | Stadionul Spartak                  | 12.000      |
| Vihren            | Sandanski   | Filip Filipov       | Stadionul Sandanski                | 6.000       |

## Clasament
| Poz | Echipa                | MJ | V  | E  | Î  | GM | GP | G   | Pct | Promovare sau retrogradare                               | Rezultat direct |
| --- | --------------------- | -- | -- | -- | -- | -- | -- | --- | --- | -------------------------------------------------------- | --------------- |
| 1   | Levski Sofia (C)      | 30 | 21 | 6  | 3  | 57 | 18 | +39 | 69  | Liga Campionilor UEFA 2009–10 Runda a II a de calificare |                 |
| 2   | CSKA Sofia            | 30 | 21 | 5  | 4  | 54 | 22 | +32 | 68  | UEFA Europa League 2009-2010 Runda a III-a de calificare |                 |
| 3   | Cerno More Varna      | 30 | 18 | 6  | 6  | 48 | 19 | +29 | 60  | UEFA Europa League 2009-2010 Runda a II-a de calificare  |                 |
| 4   | Litex Loveci          | 30 | 17 | 7  | 6  | 53 | 26 | +27 | 58  | Liga Europa UEFA 2009–10 Runda playoff 1                 |                 |
| 5   | Lokomotiv Sofia       | 30 | 16 | 6  | 8  | 52 | 29 | +23 | 54  |                                                          |                 |
| 6   | Lokomotiv Plovdiv     | 30 | 12 | 7  | 11 | 40 | 43 | −3  | 43  | CHB 1–3 LPL LPL 1–1 CHB                                  |                 |
| 7   | Cernomoreț Burgas     | 30 | 11 | 10 | 9  | 41 | 37 | +4  | 43  | CHB 1–3 LPL LPL 1–1 CHB                                  |                 |
| 8   | Lokomotiv Mezdra      | 30 | 10 | 7  | 13 | 39 | 41 | −2  | 37  | SLA 0–0 LME LME 1–0 SLA                                  |                 |
| 9   | Slavia Sofia          | 30 | 11 | 4  | 15 | 41 | 38 | +3  | 37  | SLA 0–0 LME LME 1–0 SLA                                  |                 |
| 10  | Pirin Blagoevgrad     | 30 | 10 | 5  | 15 | 35 | 50 | −15 | 35  | MIN 0–0 PIR PIR 1–0 MIN                                  |                 |
| 11  | Minior Pernik         | 30 | 9  | 8  | 13 | 24 | 39 | −15 | 35  | MIN 0–0 PIR PIR 1–0 MIN                                  |                 |
| 12  | OFC Sliven 2000       | 30 | 8  | 8  | 14 | 32 | 40 | −8  | 32  |                                                          |                 |
| 13  | Botev Plovdiv         | 30 | 8  | 6  | 16 | 31 | 50 | −19 | 30  |                                                          |                 |
| 14  | Vihren Sandanski (R)  | 30 | 8  | 2  | 20 | 29 | 50 | −21 | 26  | Retrogradare în 2009-10 B PFG                            |                 |
| 15  | Spartak Varna (R)     | 30 | 5  | 10 | 15 | 19 | 46 | −27 | 25  | Retrogradare în 2009-10 B PFG                            |                 |
| 16  | Belasitsa Petrich (R) | 30 | 4  | 5  | 21 | 24 | 71 | −47 | 17  | Retrogradare în 2009-10 B PFG                            |                 |

Sursa: soccerway.com
Reguli de clasare: 
1st points; 2nd head-to-head points; 3rd head-to-head goal difference; 4th head-to-head goluri scored; 5th head-to-head away goluriscored; 6th goal difference; 7th goluri scored.
1Litex Lovech a câștigat Cupa Bulgariei 2008–09 și s-a calificat runda play-off a UEFA Europa League.
POZ = Poziția în clasament; (C) = Campioană; (R) = Retrogradată; (P) = Promovată; (E) = Eliminată; (O) = Câștigătoare de play-off; (A) = Avansează în runda următoare. 
Aplicabil doar când sezonul nu este terminat: 
(Q) = Calificare în faza competiției indicată; (TQ) = Calificare în competiție, dar încă nu în faza indicată; (RQ) = Calificată în competiția de retrogradare indicată; (DQ) = Descalificată din competiție.

## Rezultate
| Acasă \ Deplasare[1] | Belasitsa Petrich | Botev Plovdiv | CSKA Sofia | Cherno More Varna | Chernomorets Burgas | Levski Sofia | Litex Lovech | Lokomotiv Mezdra | Lokomotiv Plovdiv | Lokomotiv Sofia | Minyor Pernik | OFC Sliven | Pirin Blagoevgrad | Slavia Sofia | Spartak Varna | Vihren Sandanski |
| Belasitsa Petrich    |                   | 0–2           | 0–3        | 2–0               | 0–1                 | 1–7          | 1–1          | 1–3              | 1–2               | 2–4             | 0–0           | 2–1        | 1–4               | 2–5          | 0–0           | 1–2              |
| Botev Plovdiv        | 5–0               |               | 0–2        | 2–2               | 0–1                 | 0–1          | 1–1          | 3–1              | 2–2               | 0–4             | 1–2           | 1–3        | 1–0               | 2–1          | 1–0           | 3–1              |
| CSKA Sofia           | 1–0               | 2–1           |            | 1–1               | 2–1                 | 0–2          | 2–0          | 2–1              | 2–0               | 1–0             | 2–0           | 3–0        | 4–1               | 2–1          | 3–0           | 2–0              |
| Cerno More Varna     | 6–0               | 1–0           | 1–0        |                   | 0–1                 | 0–0          | 0–0          | 2–0              | 2–1               | 1–0             | 4–0           | 3–0        | 1–0               | 2–0          | 5–0           | 2–0              |
| Cernomoreț Burgas    | 2–0               | 2–1           | 0–1        | 0–0               |                     | 2–2          | 3–1          | 2–2              | 1–3               | 1–1             | 1–1           | 1–1        | 3–1               | 2–1          | 2–0           | 1–3              |
| Levski Sofia         | 2–0               | 6–0           | 1–1        | 3–0               | 3–1                 |              | 2–0          | 3–1              | 1–0               | 0–3             | 1–1           | 1–0        | 2–0               | 1–0          | 5–0           | 3–2              |
| Litex Loveci         | 4–1               | 5–1           | 1–0        | 1–0               | 2–2                 | 1–2          |              | 2–1              | 3–0               | 2–1             | 2–0           | 2–0        | 3–0               | 0–1          | 2–1           | 2–0              |
| Lokomotiv Mezdra     | 3–1               | 0–0           | 2–2        | 1–3               | 1–1                 | 0–1          | 2–4          |                  | 1–1               | 4–0             | 3–1           | 2–0        | 4–0               | 1–0          | 1–1           | 0–1              |
| Lokomotiv Plovdiv    | 1–1               | 3–0           | 1–3        | 1–0               | 1–1                 | 2–3          | 1–3          | 0–2              |                   | 3–2             | 1–0           | 2–1        | 3–2               | 2–1          | 2–1           | 0–1              |
| Lokomotiv Sofia      | 3–1               | 2–0           | 1–1        | 3–2               | 2–0                 | 1–0          | 1–0          | 3–0              | 1–2               |                 | 5–1           | 3–2        | 1–0               | 0–1          | 2–2           | 2–0              |
| Minior Pernik        | 0–3               | 1–0           | 0–1        | 2–2               | 1–0                 | 0–2          | 0–0          | 2–0              | 2–2               | 0–1             |               | 0–2        | 0–0               | 1–0          | 3–1           | 3–2              |
| OFC Sliven 2000      | 0–2               | 3–1           | 3–1        | 0–1               | 0–0                 | 0–0          | 2–2          | 2–0              | 1–1               | 0–0             | 0–1           |            | 2–1               | 1–1          | 0–1           | 2–0              |
| Pirin Blagoevgrad    | 2–0               | 0–3           | 2–2        | 1–2               | 2–1                 | 1–1          | 1–1          | 1–2              | 1–0               | 0–4             | 1–0           | 3–1        |                   | 3–2          | 0–0           | 2–1              |
| Slavia Sofia         | 3–0               | 4–0           | 1–2        | 0–2               | 2–0                 | 0–1          | 0–3          | 0–0              | 2–0               | 2–2             | 1–1           | 3–1        | 2–3               |              | 1–2           | 2–0              |
| Spartak Varna        | 0–0               | 0–0           | 0–2        | 0–1               | 0–3                 | 0–1          | 0–4          | 2–0              | 1–1               | 0–0             | 1–0           | 2–2        | 2–0               | 1–2          |               | 1–1              |
| Vihren Sandanski     | 4–1               | 0–0           | 1–4        | 0–2               | 3–5                 | 1–0          | 0–1          | 0–1              | 1–2               | 1–0             | 0–1           | 0–2        | 1–3               | 1–2          | 2–0           |                  |

Sursa: soccerway.com
1Echipa gazdă este listată în coloana din stânga.
Culori: Albastru = gazda e câștigătoare; Galben = egal; Roșu = oaspeții sunt câștigători.

## Golgheteri
Sursa: bulgarian-football.com bg 
16 goluri
- Martin Kamburov (Lokomotiv Sofia)

13 goluri
- Dormushali Saidhodzha (Botev Plovdiv (6) / CSKA Sofia (7))

12 goluri
- Georgi Ivanov (Levski Sofia)

11 goluri
- Yordan Yurukov (Cherno More Varna)

10 goluri
- Zoran Baldovaliev (Lokomotiv Sofia)
- Pavle Delibašić (Lokomotiv Plovdiv)
- Georgi Hristov (Levski Sofia)
- Michel (Chernomorets Burgas)

9 goluri
- Krum Bibishkov (Litex Lovech)
- Adrián Fernández (Cherno More Varna (4) / Chernomorets Burgas (5))
- Miroslav Manolov (Cherno More Varna)
- Saša Simonović (Lokomotiv Mezdra)
- Ivan Stoyanov (OFC Sliven)
- Yordan Todorov (CSKA Sofia)

## Premii anuale

### Echipa sezonului
Echipa sezonului a fost votată de reprezentanți mass-media aleși (Notă: Membrii primei echipe sunt notați cu bold).
| Poziția            | Nume              | Club              |
| ------------------ | ----------------- | ----------------- |
| Portar             | Kiril Akalski     | Lokomotiv Plovdiv |
| Portar             | Gheorghi Petkov   | Levski            |
| Fundaș             | Tanko Diakov      | Cherno More       |
| Fundaș             | Ivan Ivanov       | CSKA              |
| Fundaș             | Stanislav Manolev | Litex             |
| Fundaș             | Jivko Milanov     | Levski            |
| Fundaș             | Veselin Minev     | Levski            |
| Fundaș             | Youssef Rabeh     | Levski            |
| Mijlocaș           | Alex              | Cherno More       |
| Mijlocaș           | Joãozinho         | Levski            |
| Mijlocaș           | Dani Kiki         | Lokomotiv Plovdiv |
| Mijlocaș           | Aleksandar Tonev  | CSKA              |
| Mijlocaș           | Todor Iancev      | CSKA              |
| Mijlocaș           | Kosta Ianev       | Sliven            |
| Atacant            | Spas Delev        | Pirin             |
| Atacant            | Gheorghi Ivanov   | Levski            |
| Atacant            | Martin Kamburov   | Lokomotiv Sofia   |
| Atacant            | Ivelin Popov      | Litex             |
| Antrenor principal | Emil Velev        | Levski            |